# Lijst van plaatsen in New Brunswick
Deze pagina bevat een overzicht van plaatsen in de provincie New Brunswick in Canada.

## A
- Aberdeen
- Aboujagne
- Acadie
- Acadie Siding
- Acadieville
- Adams Gulch
- Adamsville
- Addington
- Albert Mines
- Albrights Corner
- Alcida
- Alderwood
- Aldouane
- Allainville
- Allardville
- Allison
- Alma
- Ammon
- Anagance
- Anderson Road
- Anderson Settlement
- Andersonville
- Anfield
- Anse-Bleue
- Apohaqui
- Arbeau Settlement
- Armond
- Aroostook
- Arthurette
- Ashland
- Astle
- Atholville
- Aulac
- Avondale

## B
- Bouctouche

## C
- Campbellton
- Caraquet
- Clair

## E
- Edmundston

## F
- Fredericton

## G
- Grand Bay-Westfield
- Grand Falls

## H
- Hampton
- Hartland
- Hatfield Point

## M
- Memramcook
- Moncton

## O
- Oromocto

## Q
- Quispamsis

## R
- Riverview
- Rothesay

## S
- Sackville
- Saint John
- Saint-Léonard
- Shediac
- St. Andrews
- St. Stephen
- Sussex

## T
- Tracadie-Sheila

## W
- Woodstock